# 傅泰民
傅泰民（德語：Armin Freitag，1930年—），德国外交官。曾任西德驻古巴大使、德国驻华大使等职务。

## 生平
傅泰民于1949 年至 1953 年在埃朗根-纽伦堡大学学习法律并通过第一次国家考试。 1955 年至 1956 年，获得富布赖特奖学金的他前往弗吉尼亚大学法学院继续学习，主修国际法和经济学。 1957 年他转往施派尔德国行政科学大学。一年后，他以一篇以著作權为主题的论文获得法学博士学位，并在慕尼黑通过第二次国家法律考试。
1959 年，调任联邦经济事务和能源部。 1961 年到 1967 年，在欧盟委员会代表德国工作；从1968 年到 1972 年，在西德驻美国大使馆工作。
1979 年至 1983 年担任西德驻古巴大使。
从1983 年到 1986 年，他主政了外交部文化部第 61 分部，负责区域文化规划、文化协定领域、联合国教科文组织框架内文化领域的多边合作、欧盟委员会和欧洲委员会、德国海外学校的支持、科学和大学领域的政府间问题以及德国考古研究所。然后他再次担任大使。1986 年 2 月至 1992 年在德国驻伊朗大使馆，然后在德国驻华大使馆工作，直到 1995 年退休。